# Monumento al Buscaiol
Il monumento al Buscaiol è una statua situata a Marina di Carrara, frazione del comune italiano di Carrara.

## Descrizione
Inaugurato nel 1980, è opera dell’artista Felice Vatteroni, al quale fu commissionato dai portuali di Marina di Carrara in occasione dei cinquant'anni della compagnia marittima, come omaggio all'operosità della regione apuana e carrarese.
Scolpito in marmo di Carrara, consiste in una figura umana che porta sulle spalle una spessa lastra di pietra; sul basamento tre facce sono occupate da bassorilievi che raffigurano scene di lavoro nelle cave marmifere,, mentre una quarta faccia reca un'epigrafe dialettale:
(marina, 1980)
Nel 2024, a seguito di alcuni lavori stradali, il monumento è stato temporaneamente riposizionato.